# ماري هوسمر
ماري هوسمر (بالإنجليزية: Trina Hosmer)‏ هي متزحلقة أمريكية، ولدت في 28 مارس 1948 في واتيرتاون في الولايات المتحدة.

## وصلات خارجية
- ماري هوسمر على موقع أوليمبيديا (الإنجليزية)